# Jackson de Souza
Jackson de Souza (Cuiabá, 1º maggio 1990) è un calciatore brasiliano, difensore dell'Amazonas.

## Caratteristiche tecniche
È un difensore centrale.

## Carriera
È cresciuto nelle giovanili del San Paolo.

## Statistiche

### Presenze e reti nei club
Statistiche aggiornate al 5 maggio 2018.
| Stagione             | Squadra              | Campionato           | Campionato | Campionato | Coppe nazionali | Coppe nazionali | Coppe nazionali | Coppe continentali | Coppe continentali | Coppe continentali | Altre coppe | Altre coppe | Altre coppe | Totale | Totale | Totale |
| Stagione             | Squadra              | Comp                 | Pres       | Reti       | Comp            | Pres            | Reti            | Comp               | Pres               | Reti               | Comp        | Pres        | Reti        | Pres   | Reti   |        |
| -------------------- | -------------------- | -------------------- | ---------- | ---------- | --------------- | --------------- | --------------- | ------------------ | ------------------ | ------------------ | ----------- | ----------- | ----------- | ------ | ------ | ------ |
| 2011                 | Ituano               | A1/SP                | 16         | 0          | CB              | 0               | 0               |                    | -                  | -                  |             | -           | -           | 16     | 0      |        |
| 2011                 | Criciúma             | PD/SC+B              | 0+5        | 0          | CB              | 0               | 0               |                    | -                  | -                  |             | -           | -           | 5      | 0      |        |
| 2012                 | Internacional        | PD/RS+A              | 5+5        | 0+1        | CB              | 0               | 0               |                    | -                  | -                  |             | -           | -           | 10     | 1      |        |
| 2013                 | Internacional        | PD/RS+A              | 0+12       | 0+1        | CB              | 3               | 0               |                    | -                  | -                  |             | -           | -           | 15     | 1      |        |
| 2014                 | Goiás                | PD/GO+A              | 7+34       | 0+4        | CB              | 2               | 0               | CS                 | 4                  | 0                  | CDN         | 0           | 0           | 47     | 4      |        |
| 2015                 | Palmeiras            | A1/SP+A              | 7+17       | 0+3        | CB              | 12              | 0               |                    | -                  | -                  |             | -           | -           | 36     | 3      |        |
| 2016                 | Internacional        | PD/RS+A              | 0+3        | 0          | CB              | 0               | 0               |                    | -                  | -                  | PL          | 2           | 0           | 5      | 0      |        |
| Totale Internacional | Totale Internacional | Totale Internacional | 25         | 2          |                 | 3               | 0               |                    | -                  | -                  |             | 0           | 0           | 28     | 2      |        |
| 2016                 | Bahia                | PD/BA+B              | 0+33       | 1          | CB              | 1               | 0               |                    | -                  | -                  |             | -           | -           | 34     | 1      |        |
| 2017                 | Bahia                | PD/BA+A              | 0+2        | 0          | CB              | 1               | 0               |                    | -                  | -                  | CDN         | 0           | 0           | 3      | 0      |        |
| 2018                 | Bahia                | PD/BA+A              | 0          | 0          | CB              | 0               | 0               | CS                 | 0                  | 0                  | CDN         | 0           | 0           | 0      | 0      |        |
| Totale carriera      | Totale carriera      | Totale carriera      | 146        | 10         |                 | 19              | 0               |                    | 4                  | 0                  |             | 2           | 0           | 171    | 10     |        |